# 公民科技
公民科技是指一类技术（尤其是信息技术），此类技术能够促使公民参与公益事业发展，加强公民之间的交流，改善政府的基础设施建设，促使政府和国家变得更高效。“公民科技”包含公民应用、平台、以及实现上述目标的其他软件。 It encompasses civic applications, platforms supporting government bodies, institutions and other software enabling those goals. 公民科技 Civic Tech 與治理科技 GovTech 的差別在於公民科技的受眾為民眾，而治理科技的受眾為政府。兩者目標皆是加強民眾與政府之間的交流，提升民意的傳達，協助昇華民主價值。